# 小行星90713
小行星90713（90713 Chajnantor）是一颗绕太阳运转的小行星，为主小行星带小行星。该小行星于1990年11月11日发现。
該小行星以智利拉諾德查南托爾天文台的所在地查南托爾（Chajnantor）命名。

## 轨道参数
小行星90713的轨道半长轴为2.2772146 UA，离心率为0.203。